# Damian Priest
Pour les articles homonymes, voir Priest et Martinez.
Luis Martinez (né le 26 septembre 1982 à New York) est un catcheur (lutteur professionnel) américain d'origine portoricaine. Il travaille à la World Wrestling Entertainment, dans la division SmackDown, sous le nom de Damian Priest.
Il est connu pour son travail sur la scène indépendante et surtout à la Ring of Honor.

## Carrière

### Monster Factory Pro Wrestling
Le 27 juin 2015, il conserve son titre en battant Matt Riddle.
Le 16 avril 2016, il bat Abyss et remporte le MFPW Heavyweight Championship pour la troisième fois.

### Ring of Honor (2015-2018)

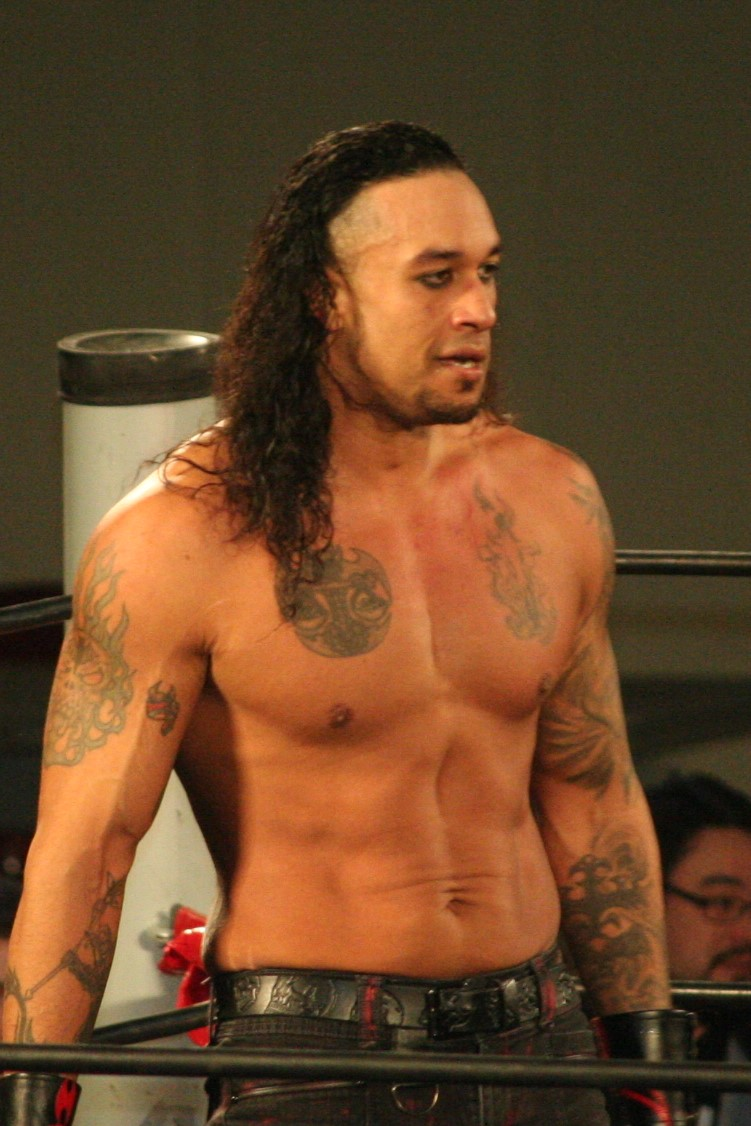
Punishment Martinez en 2017.

Grâce à la relation entre la Ring of Honor et la New Japan Pro Wrestling, il participe aux deux jours de la tournée Honor Rising: Japan 2017. Lors de la première journée, lui et Los Ingobernables de Japón (Hiromu Takahashi et Tetsuya Naitō) battent Dalton Castle, Hiroshi Tanahashi et Ryusuke Taguchi. Le lendemain, il perd contre Hirooki Goto et ne remporte pas le NEVER Openweight Championship. Lors de Supercard of Honor XI, il bat Frankie Kazarian.
Lors de ROH Gateway To Gold, il perd contre Christopher Daniels dans un Three Way Match qui comprenaient également Jay White et ne remporte pas le ROH World Championship.
Lors de Supercard Of Honor XII, il bat Tomohiro Ishii.
Lors de ROH Honor United: Doncaster, lui, Bully Ray et Shane Taylor battent Dalton Castle et The Boys.
Le 16 juin 2018, il bat Silas Young et remporte le ROH World Television Championship pour la première fois de sa carrière. Lors de Best in the World (2018), il conserve son titre en battant Adam Page dans un Baltimore Street Fight Match.
Le 16 août lors de ROH Honor Re-United, il perd avec les Briscoe Brothers contre Marty Scurll et les Young Bucks. Le 18 août lors de ROH Honor Re-United Day 2, il bat Delirious. Le 19 août lors de ROH Honor Re-United Day 3, il bat Jimmy Havoc au cours d'un Street Fight.
Le 28 septembre lors de ROH Death Before Dishonor, il conserve son titre en battant Chris Sabin.
Le 29 septembre, son contrat avec la Ring  of Honor arrive à son terme. Le même jour lors des enregistrements de ROH TV, il perd le titre mondial de la télévision contre Jeff Cobb.

### All In(2018)
Le 1er septembre 2018 lors du show indépendant All In, il perd une bataille royale déterminant le premier aspirant au ROH World Championship au profit de Flip Gordon.

### World Wrestling Entertainment (2018-...)

#### Débuts àNXTet champion Nord-Américain deNXT(2018-2021)
Le 12 octobre 2018, il signe officiellement avec la World Wrestling Entertainment.
Le 5 décembre à NXT, il fait ses débuts dans le show jaune, dispute son premier match et bat Matt Riddle.
Le 19 juin 2019 à NXT, il change de nom pour Damian Priest et bat Raul Mendoza.
Le 23 novembre à NXT TakeOver: WarGames, il ne devient pas aspirant no 1 au titre Nord-Américain de NXT, battu par Pete Dunne dans un Triple Threat match qui inclut également Killian Dain. Le lendemain aux Survivor Series, l'équipe NXT, dont il fait partie, perd face à celle de SmackDown dans un Men's 5-on-5 Traditional Survivor Series Triple Threat Elimination Tag Team match qui inclut également l'équipe Raw.
Le 7 juin 2020 à NXT TakeOver: In Your House, il effectue un Face Turn, mais perd face à Finn Bálor.
Le 22 août à NXT TakeOver: XXX, il devient le nouveau champion Nord-Américain de NXT en battant Bronson Reed, Cameron Grimes, Johnny Gargano et The Velveteen Dream dans un Ladder match et remporte le titre pour la première fois de sa carrière.
Le 4 octobre à NXT TakeOver: 31, il conserve son titre en rebattant son troisième adversaire. Vingt-quatre soirs plus tard à NXT: Halloween Havoc, il ne conserve pas sa ceinture, battu par son même opposant dans un Falls Count Anywhere match, ce qui met fin à un règne de 67 jours. Le 6 décembre à NXT TakeOver: WarGames, il ne remporte pas la ceinture, rebattu par Johnny Gargano dans un Triple Threat match qui inclut également Leon Ruff.

#### Débuts àRaw, alliance avec Bad Bunny, retour en solo et champion des États-Unis (2021-2022)
Le 31 janvier 2021 au Royal Rumble, il entre dans son tout premier Men's Royal Rumble match en 14e position, élimine John Morrison, Elias, The Miz et Kane avant d'être lui-même éliminé par Bobby Lashley. Le 1er février à Raw, il fait ses débuts dans le show rouge, dispute son premier match et bat le Miz.
Le 10 avril à WrestleMania 37, Bad Bunny et lui battent The Miz et John Morrison. Le 16 mai à WrestleMania Backlash, il rebat le Miz dans un Lumberjack match.
Le 21 août à SummerSlam, il devient le nouveau champion des États-Unis en battant Sheamus, remporte le titre pour la première fois de sa carrière et son premier titre dans le roster principal. Le 26 septembre à Extreme Rules, il conserve son titre en battant Jeff Hardy et en rebattant l'Irlandais dans un Triple Threat match.
Le 21 novembre aux Survivor Series, il perd face au champion Intercontinental, Shinsuke Nakamura, par disqualification dans un Champion vs. Champion match. Durant le combat, il détruit la guitare de Rick Boogs et attaque le Japonais avec.
Le 29 janvier 2022 au Royal Rumble, il entre dans le Men's Royal Rumble match en 7e position, mais se fait éliminer par Omos. Le 28 février à Raw, il ne conserve pas sa ceinture, battu par Finn Bálor. Après le combat, il effectue un Heel Turn, car il attaque son adversaire.

#### The Judgment Day, M. Money in the Bank, double champion incontesté par équipes de la WWE avec Finn Bálor et champion du monde poids-lourds (2022-2024)
Le 3 avril à WrestleMania 38, après la victoire d'Edge sur AJ Styles, il s'allie officiellement avec le premier qui forme un clan baptisé The Judgment Day. Le 8 mai WrestleMania Backlash, Rhea Ripley aide Edge à battre son même adversaire et rejoint également le clan après le combat. Le 5 juin à Hell in a Cell, le trio bat The Club dans un 6-Person Mixed Tag Team Match. Le lendemain à Raw, Finn Bálor effectue un Heel Turn, rejoint officiellement le clan et en devient le nouveau leader, car l'Irlandais et lui se retournent contre Edge en le tabassant, faisant passer à travers la table des commentateurs, puis en lui portant un Con-Chair-To.
Le 30 juillet à SummerSlam, accompagnés de Rhea Ripley, Finn Bálor et lui perdent face aux Mysterios (Rey Mysterio et Dominik Mysterio) dans un No Disqualification match. Edge, revenu de blessure après un mois d'absence, les attaque en portant un Spear à chacun. Le 3 septembre à Clash at the Castle, ils perdent face à Edge et Rey Mysterio. 
Le 5 novembre à Crown Jewel, Finn Bálor, Dominik Mysterio et lui battent The O.C (AJ Styles et les Good Brothers) dans un 6-Man Tag Team match.
Le 28 janvier 2023 au Royal Rumble, il entre dans le Men's Royal Rumble match en 22e position, se fait éliminer par Edge, mais parvient également à l'éliminer du match (avec l'aide de Finn Bálor). Le 18 février à Elimination Chamber, il ne remporte pas le titre des États-Unis, battu par Austin Theory dans son tout premier Men's Elimination Chamber match qui inclut également Seth "Freakin" Rollins, Montez Ford, Johnny Gargano et Bronson Reed.
Le 6 mai à Backlash, il perd face à Bad Bunny dans un San Juan Street Fight match.
Le 1er juillet à Money in the Bank, il remporte la mallette, battant ainsi Butch, LA Knight, Logan Paul, Ricochet, Santos Escobar et Shinsuke Nakamura. Le 2 septembre à Payback, Finn Bálor et lui deviennent les nouveaux champions incontestés par équipes en battant Kevin Owens et Sami Zayn dans un Pittsburgh Still City Street Fight match et remportent les titres pour la première fois de leurs carrières.
Le 7 octobre à Fastlane, ils ne conservent pas leurs ceintures, battus par Cody Rhodes et Jey Uso, ce qui met fin à un règne de 35 jours. Le 16 octobre à Raw, ils redeviennent champions incontestés par équipes, pour la seconde fois, en prenant leur revanche sur leurs mêmes adversaires, aidés par une intervention extérieure de Jimmy Uso. Le 4 novembre à Crown Jewel, il perd face à Cody Rhodes.
Le 27 janvier 2024 au Royal Rumble, il entre dans le Men's Royal Rumble match en 26e position, élimine R-Truth avant d'être lui-même éliminé par Sami Zayn. Le 24 février à Elimination Chamber, l'Irlandais et lui conservent leurs titres en battant New Catch Republic (Pete Dunne et Tyler Bate).
Le 6 avril à WrestleMania XL, ils ne conservent pas leurs ceintures, battus par The Awesome Truth (The Miz et R-Truth) et A-Town Down Under (Austin Theory et Grayson Waller) dans un 6-Pack Tag Team Ladder match qui inclut également #DIY (Johnny Gargano et Tommaso Ciampa), The New Day (Kofi Kingston et Xavier Woods) et New Catch Republic, ce qui met fin à un règne de 173 jours. Le lendemain, après la victoire de Drew McIntyre sur Seth "Freakin" Rollins pour le titre mondial poids-lourds, il encaisse sa mallette sur le premier, devient le nouveau champion du monde poids-lourds en battant l'Écossais, remporte le titre pour la première fois de sa carrière et son second titre personnel dans le roster principal. De ce fait, il devient le second catcheur à utiliser sa mallette lors d'un WrestleMania, après Seth Rollins en 2015. Le 4 mai à Backlash, il conserve son titre en battant Jey Uso. Le 15 juin à Clash at the Castle, il conserve son titre en rebattant The Scottish Warrior.
Le 6 juillet à Money in the Bank, il conserve son titre en battant Seth "Freakin" Rollins et en rebattant l'Écossais dans un Triple Threat match, car ce dernier a encaissé sa mallette gagnée lors du premier match. Le 3 août à SummerSlam, il effectue un Face Turn, mais ne conserve pas sa ceinture, battu par Gunther par soumission à la suite de l'intervention extérieure de son propre partenaire, Finn Bálor.

#### The Terror Twins, rivalité avec The Judgment Day, Draft àSmackDownet rivalité avec Drew McIntyre (2024-...)
2 soirs plus tard à Raw, Rhea Ripley et lui sont évincés du Judgment Day pour être officiellement remplacés par Liv Morgan et Carlito. Plus tard dans la soirée, il bat JD McDonagh. Après le combat, ses anciens compères l'attaquent, mais la catcheuse australienne vole à son secours. Le 31 août à Bash in Berlin, sa partenaire et lui battent la championne du monde et le compagnon de cette dernière.
Le 5 octobre à Bad Blood, il bat Finn Bálor. Le 30 novembre aux Survivor Series: WarGames, il ne remporte pas la ceinture, rebattu par le catcheur autrichien de la même manière.
Le 24 janvier 2025 à SmackDown, il rejoint officiellement le show bleu, y dispute son premier match et bat Carmelo Hayes. 8 soirs plus tard au Royal Rumble, il entre dans le Men's Royal Rumble match en 28e position, élimine Dominik Mysterio et Drew McIntyre avant d'être lui-même éliminé par LA Knight après 6 minutes de match. Un mois plus tard à Elimination Chamber, il ne devient pas aspirant no 1 au titre incontesté à WrestleMania 41, battu par John Cena dans un Men's Elimination Chamber match (éliminé par Logan Paul).
Le 20 avril à WrestleMania 41, il perd face au catcheur écossais dans un Sin City Street Fight match. Le 10 mai à Backlash, il ne remporte pas le titre des États-Unis, battu par Jacob Fatu dans un Fatal 4-Way match qui inclut également son même adversaire et LA Knight. 14 soirs plus tard à Saturday Night's Main Event XXXIX, il prend sa revanche sur son même opposant dans un Steel Cage match.

## Palmarès
- Keystone Pro Wrestling
  - 1 fois KPW Tag Team Championship avec Matthew Riddle
- Monster Factory Pro Wrestling
  - 3 fois MFPW Heavyweight Championship
  - 2 fois MFPW Tag Team Championship avec Brolly (1) et QT Marshall (1)
  - MFPW Invitational Cup 2016
- Ring of Honor
  - 1 fois ROH World Television Championship
  - Survival of the Fittest (2017)
- World Wrestling Entertainment
  - 1 fois champion du monde poids lourds de la WWE
  - 1 fois Champion des États-Unis de la WWE
  - 2 fois Champion par équipes de Raw - avec Finn Bálor
  - 2 fois Champion par équipe de SmackDown - avec Finn Bálor
  - Vainqueur du Money in the Bank (2023)
  - 1 fois Champion Nord-Américain de la NXT

## Récompenses des magazines
- Pro Wrestling Illustrated

| Année | 2016 | 2017 | 2018 | 2019 | 2020 | 2021 | 2022 | 2023 | 2024 |
| ----- | ---- | ---- | ---- | ---- | ---- | ---- | ---- | ---- | ---- |
| Rang  | 447  | 362  | 187  | 166  | 108  | 85   | 57   | 71   | 6    |